# Gare de Chagny
Gare de Chagny vasútállomás Franciaországban, Chagny településen.

## Vasútvonalak
Az állomást az alábbi vasútvonalak érintik:
- Párizs–Marseille-vasútvonal
- Nevers-Chagny-vasútvonal
- Nevers–Chagny-vasútvonal
- Chagny–Dole-Ville-vasútvonal

## Kapcsolódó állomások
A vasútállomáshoz az alábbi állomások vannak a legközelebb:
- Gare de Meursault
- Gare de Santenay-les-Bains (Gare de Nevers, Nevers-Chagny-vasútvonal)